# 大澳和諧事件
謝世傑事件；指的是香港特別行政區政府民政事務局局長曾德成，涉嫌以其局長身份，向香港基督教女青年會施壓，導致大澳社工，工黨黨員謝世傑收警告信及被調職的事件。

## 背景
2008年6月7日、8月22日及9月23至24日，大澳受到黑色暴雨、山泥傾瀉、颱風鸚鵡和黑格比的吹襲，出現水浸，陸路交通、食水與通訊全部中斷。

## 事件起因及經過
2008年10月29日，當時任職香港基督教女青年社工，工黨黨員謝世傑參與大澳兩次救災工作期間，曾聯同議員及居民舉辦申訴大會，指摘政府救災不力。12月11日大澳鄉事委員會去信作出同樣投訴，並同時發出副本給民政局。
2009年1月15日，女青高層提醒謝世傑及另一社工改善與地區團體的工作關係。
2009年1月19日，時任離島區議員黃福根第二次去信作出投訴。
2009年1月23日，曾德成與女青總幹事等高層會面，會議結束前提出意見指謝世傑不應與議員及少數居民舉辦申訴大會，認為謝挑撥居民與鄉委會和政府的合作，破壞該區和諧。
2009年1月24日，大澳鄉事會第二次去信作出投訴。
2009年1月30日，女青董事會決定書面警告謝世傑等人並盡快調職。
2009年2月3日，兩名社工被調往西環。
2009年3月2日，270位大澳居民聯署，寫信給女青高層表示支持謝世傑。
2009年3月27日，女青撤回對謝世傑等人的警告信，改以口頭訓示。
2009年4月14日，謝世傑辭職。
2009年9月10日，香港基督教女青年會召開記者會，首次披露了曾德成在1月23日實際上的說話是「你們大澳，似乎唔係好和諧喎」。總幹事陳麗歡亦表示，已收回向兩名社工發出的警告信和向兩人道歉，並聲稱「女青的大門永遠打開」和歡迎謝世傑回巢。謝世傑表示:「等女青做返個有腰骨嘅機構先諗」（等女青做回一个有骨气的機構时才考虑），並批評女青說法和事實不符。
2009年8月19日，社福界社工工黨黨主席李卓人和立法會議員要求政府成立獨立調查委員會徹查事件，並成立「抗河蟹大聯盟」組織遊行抗議。
2009年9月18日，曾德成在立法會申訴部會議上承認舉辦在收到鄉事會投訴社工謝世傑的信件後，在未有核實指控是否屬實的情況下，便親自向女青高層反映投訴。同日「抗河蟹大聯盟」在報章刊登千人聯署的廣告要求徹查。9月20日，超過一千名社工上街遊行，抗議曾德成以和諧為名打壓社工服務。

## 外部連結
- 香港基督教女青年會官方網址（页面存档备份，存于）
- 民政事務局（页面存档备份，存于）
- 長毛《向左望》第九集(1)：專業被「和諧」，社工被出賣
- 一人一信去特首，要求成立獨立調查委員會有關曾德成涉嫌打壓社工河蟹事件